# 幾春別林道
幾春別林道（いくしゅんべつりんどう）は、北海道三笠市にある林道。

## 概要
- 起点：北海道三笠市桂沢（北海道道116号岩見沢三笠線交点）
- 終点：北海道三笠市桂沢（国道452号交点）
- 全長：22.5km

桂沢湖のダム管理事務所から分岐し、桂沢湖の西側の湖畔に沿って国道452号桂沢大橋付近に通じる全長22.5kmの林道で、全線未舗装区間、空知森林管理所の管轄である。
分岐する林道があり岩見沢市（栗沢地区）の美流渡や三笠市の鉄道村付近に至るが、野生動物（キタキツネ・エゾシカ・クマ）が多く出没するほか、新桂沢ダムの建設工事のため工事車両の通行が多い。また、同じ様な光景を繰り返すロングダートでもある。
新桂沢ダム建設工事のため工事車両の往来が多く入口のゲートが施錠されている事がある、ゲートが開いているからといって安易に進入すると林道内に閉じ込められる場合がある。